# Модлибожице
Модлибожице (пољ. Modliborzyce) град је у Пољској у Војводству лублинском. По подацима из 2012. године број становника у месту је био 1435.

## Становништво
| 2012. |
| ----- |
| 1.435 |